# 優雅的朋友們
《優雅的朋友們》（：／），為韓國JTBC於2020年7月10日播出的金土連續劇，由《愛上變身情人》的宋賢旭導演與《守望者》的朴孝妍、金景善作家共同打造。此劇以40代夫妻們集中居住的新城為背景，講述一個朋友突然死亡後，消失20年的朋友突然出現，妻子被捲入殺人案中成為嫌疑犯，開始影響了朋友夫婦們在平靜的日子裏彼此產生裂痕的故事。
台灣、马来西亚及新加坡由愛奇藝自7/11起每週六日中午12点獨家播出。

## 演員陣容

### 主要人物
| 演員                        | 角色   | 介紹 | 粵語配音 |
| 劉俊相 （學生時期：權赫）   | 安宮哲 | 45歲，High Five炸雞連鎖店本部長，有成功的野心，以毅力和熱情竭盡全力完成想做的事。看著因為風格嚴重的父親而孤獨的母親，因此非常疼老婆，沒想到消失20年的海淑再度出現在了自己與靜海的身邊，開始動搖了自己的婚姻和美滿的家庭，朱江山的出現讓他開始懷疑靜海出軌，並開始挖掘靜海以前的秘密，卻沒想到自己跟靜海都被牽扯進殺人案裡成為了嫌疑犯。                                                                  | 馮瀚輝   |
| 宋玧妸 （學生時期：朱多英） | 南靜海 | 45歲，她是個完美主義者兼一位精神科醫生。看上去有點清冷，但內心渴望著愛。原本不相信愛情的她，對負責大學舞台劇節策劃的宮哲一見鍾情，相戀並結婚，與海淑原本是朋友卻因為宮哲而翻臉，20年前的教授殺人案發生後海淑人間消失，20年後卻因海淑的再度出現，開始懷疑海淑的出現另有目的，會動搖自己美滿的人生和婚姻，對海淑除了防備還有恐懼，也因為海淑的出現開始與宮哲產生嫌隙與猜忌又被牽扯進殺人案中成為了嫌疑犯。 | 馮詠恩   |
| 裴秀彬 （學生時期：韓旻）   | 鄭在勳 | 45歲，泌尿器科院長，看似溫柔的外型，眼神中卻總是透露著冷漠，是個眼神冰冷而令人難以親近的男子，心裡却非常孤獨，明知道靜海是宮哲的妻子卻對靜海有著超越友情的感覺。 | 簡懷甄   |
| 金盛吳                      | 趙亨宇 | 43歲，慶子的丈夫，成人電影導演，是個能夠被看透內心情感的單純男，常照顧半夜喝醉的老婆。 | 陳啟幟   |
| 鄭石勇                      | 朴春福 | 47歲，恩實的丈夫，保險公司職員兼進口車經銷商，不管遇到好事或壞事，總是虛假地笑著，與恩實差了12歲常常又因外表老氣常被認為是恩實的父親。 | 鄧燦陽   |
| 金元海 （學生時期：朴成俊） | 千萬植 | 45歲，明淑的丈夫，市廳稅金徵收科公務員，全身上下充滿窮酸味，為了家庭天天拼命上班賺錢籌女兒留學費用的男人，在靜海生日當天心肌梗塞死在公車上，也因為他的死讓消失20年的海淑再次回來，也讓所有人的生活開始出現裂痕甚至開始挖掘過去夫妻之間的秘密。 | 周鑫霆   |
| 金惠恩                      | 姜慶子 | 50歲，經營著一間高級酒吧，有著火爆又性急的大姊性格，但實際上是個心思深沈、充滿義氣、真誠的女子，常喝醉酒被兒子抬回家。 | 王綺婷   |
| 李仁譓                      | 柳恩實 | 35歲，春福的妻子，主婦。性感可愛又謙卑的萌犬女，是個青春又嬌氣的年輕新娘。 | 楊婉潼   |
| 金志映                      | 池明淑 | 45歲，萬植的妻子，主婦，是個外表溫順樸實又安靜的女子，有輕微中年憂鬱症，在萬植死後才開始發現萬植不讓自己知道的秘密。 | 黃鳳英   |
| 韓多感 （學生時期：崔秀貞） | 白海淑 | 45歲，五人幫的初戀，經營著希望之家。個性開朗受歡迎，有著奧黛麗·赫本的外號，與宮哲、在勳、亨宇、萬植、春福與靜海同為演劇社社員，並因此成為朋友，與宮哲還有靜海20年前就有著剪不斷的三角關係，與靜海原本是朋友卻因為宮哲撕破臉，之後因為教授殺人案而人間消失了20年，20年後帶著動搖所有人生活的秘密再度出現在6人面前，並開始影響了所有人的家庭與人生，其笑容下藏著深不可測的心機與秘密。                     | 石梓晴   |

### 其他人物
| 演員   | 角色                        | 介紹                                           | 粵語配音 |
| 延濟亨 | 姜志旭                      | 25歲，慶子的兒子，亨宇的繼子，高爾夫選手。     | 周倚天   |
| 金智盛 | 羅娜拉                      | 26歲，志旭的女友，大學生，成人電影演員。       | 張惠雯   |
| 金承旭 | 趙太旭                      | 59歲，警察，20年前捲入大學演劇社教授死亡案件。 | 陳力航   |
| 金熙玲 | 具英善                      | 60歲，20年前死亡的教授的遺孀，現為癡呆患者。   |          |
| 捨康   | 都杜海                      | 40歲，英善的看護。                             | 張惠雯   |
| 金太英 | 朴道勳                      | 大學演劇教授，20年前死在自己的辦公室裡         | 何家裕   |
| 金智   | 千秀兒（港版now：千秀雅）   | 萬植與明淑的女兒，留學中。                     | 王綺婷   |
| 朴河俊 | 安宥彬                      | 宮哲與靜海的兒子。                             | 黃鳳英   |
|        | 朴綠兒（港版now：朴青兒）   | 春福與恩實的女兒。                             | 張惠雯   |
| 李妍豆 | 崔慕蘭（港版now：崔茂蘭）   | 在勳的前妻，對在勳情未了。                     | 姜嘉蕾   |
| 金光奎 | 朴施午（港版now譯：朴時伍） | 電影投資人                                     | 蔡威賢   |
| 姜東浩 | 徐柱元（港版now譯：徐周元） | 朱江山的男友                                   | 高瀚章   |

### 特別出演
| 演員   | 角色                      | 介紹 | 粵語配音 |
| 李泰煥 | 朱江山（港版now：周江山） | 29歲，高爾夫講師，受養父影響而成為一名高爾夫球選手，有著艱困的成長歷程，因為一次交通意外與靜海認識，也因為他的出現開始影響了宮哲與靜海的婚姻與生活，開始讓宮哲去挖掘自己妻子之前的秘密，赫然發現妻子被朱江山下藥性侵並拿裸照威脅的不堪情事。最後發現原來是被海淑聘請想令他同妻子離婚，但因為朱江山想派裸照而被朱江山殺掉。 | 梁皓翔   |

## 收視率

### 韓國
| 集數       | 播出日期   | 標題                   | AGB收視率        | AGB收視率      | 分級         |
| 集數       | 播出日期   | 標題                   | 大韓民國（全國） | 首爾（首都圈） | 分級         |
| ---------- | ---------- | ---------------------- | ---------------- | -------------- | ------------ |
| 1          | 2020/07/10 | 坦白                   | 3.197%           | 4.061%         | 19岁以上观看 |
| 2          | 2020/07/11 | 那個女人               | 2.685%           | 3.299%         | 19岁以上观看 |
| 3          | 2020/07/17 | 不正當關係             | 4.126%           | 5.176%         | 19岁以上观看 |
| 4          | 2020/07/18 | 比死亡還可怕的秘密     | 3.732%           | 4.316%         | 19岁以上观看 |
| 5          | 2020/07/24 | 自白                   | 4.553%           | 5.417%         | 19岁以上观看 |
| 6          | 2020/07/25 | 謊言                   | 4.429%           | 5.192%         | 19岁以上观看 |
| 7          | 2020/07/31 | 初戀                   | 4.320%           | 4.904%         | 19岁以上观看 |
| 8          | 2020/08/01 | 破裂的開始             | 4.333%           | 4.872%         | 19岁以上观看 |
| 9          | 2020/08/07 | 潘朵拉的盒子           | 4.441%           | 4.959%         | 19岁以上观看 |
| 10         | 2020/08/08 | 話劇落幕後             | 4.711%           | 5.549%         | 19岁以上观看 |
| 11         | 2020/08/14 | 完全的陌生人           | 4.005%           | 5.060%         | 19岁以上观看 |
| 12         | 2020/08/15 | 事件的真相1            | 4.454%           | 5.328%         | 19岁以上观看 |
| 13         | 2020/08/21 | 無法挽回               | 3.953%           | 5.358%         | 19岁以上观看 |
| 14         | 2020/08/22 | 下跪的男人             | 4.737%           | 5.578%         | 19岁以上观看 |
| 15         | 2020/08/29 | 戲劇化逆轉             | 4.865%           | 5.834%         | 19岁以上观看 |
| 16         | 2020/09/04 | 花樣年華：最燦爛的時期 | 4.785%           | 5.898%         | 19岁以上观看 |
| 17         | 2020/09/05 | 事件的真相2            | 5.081%           | 6.388%         | 19岁以上观看 |
| 平均收視率 | 平均收視率 | 平均收視率             | 4.259%           | 5.129%         | －           |

- 收視最低的集數以藍色表示，收視最高的集數以紅色表示，而空格則表示該集的收視沒有相關數據。

### 香港
| 集數   | 播映日期                     | 電視直播收視 | 備註     |
| 1－15  | 2021年5月3日－2021年5月21日  | 沒有資料     | 沒有資料 |
| 16－20 | 2021年5月24日－2021年5月28日 | 1.8點        | [ 3 ]    |
| 21－25 | 2021年5月31日－2021年6月4日  | 1.8點        | [ 4 ]    |

## 同時段作品
週五六時段劇集
- SBS 金土連續劇：《便利店新星》、《Alice》
- Channel A 金土連續劇：《謊言的謊言》（9月4日起）

週末時段劇集
- tvN 週末連續劇：《雖然是精神病但沒關係》、《秘密森林2》
- OCN 週末連續劇：《Train》、《Missing：他們存在過》
- KBS2TV 週末連續劇：《結過一次了》

## 記事
- 此劇原本安排於5月首播，但因新型冠狀病毒肺炎而順延至7月播映，原本的時段空檔5月改播《夫妻的世界》原作《福斯特醫生》。
- 此劇為事前製作作品，於播放前已完成所有拍攝工作。
- 此劇為罕有在作品規劃時，不計算停播等播放中的改動，已草擬為以單數集數（17集）作為終映長度的劇集。

## 外部連結
- 韓國JTBC官方網站 （页面存档备份，存于）
- 優雅的朋友們-DAUM （页面存档备份，存于）

| JTBC 金土劇                                  | JTBC 金土劇                                   | JTBC 金土劇 |
| -------------------------------------------- | --------------------------------------------- | ----------- |
|                                              | 優雅的朋友們 （2020年7月10日 - 2020年9月5日） |             |
| 夫婦的世界 （2020年3月27日 - 2020年5月16日） | 境遇之數 （2020年9月25日 - 2020年11月28日）   |             |

| 香港 Now劇集台 每日 22:00 - 23:00                                            | 香港 Now劇集台 每日 22:00 - 23:00             | 香港 Now劇集台 每日 22:00 - 23:00                                |
| ---------------------------------------------------------------------------- | --------------------------------------------- | ---------------------------------------------------------------- |
|                                                                              | 優雅的朋友們 （2021年1月25日－2021年2月19日） |                                                                  |
| 法外搜查 （2021年1月9日－2021年1月24日）                                     | Alice （2021年2月20日－2021年3月13日）        |                                                                  |
| 香港 ViuTV 星期一至五 21:30 - 22:30                                          |                                               |                                                                  |
| 無限斜棟有限公司 （2021年4月5日－2021年4月30日）                             | 優雅的朋友們 （2021年5月3日－2021年6月4日）   | 造美人（常規播放） （第1－15集） （2021年6月7日－2021年6月25日） |
| 香港 ViuTV 星期二至六（星期一至五深夜）01:00－02:00 · 2022年4月16日 暫停播映 |                                               |                                                                  |
| 檢法男女2 （2022年3月9日－2022年4月6日）                                     | 優雅的朋友們 （2022年4月7日－2022年5月12日）  | 第二人生 （2022年5月13日－2022年6月15日）                        |